# Feqqas
El feqqas (en árabe, فقاص) es una crocante y dulce galleta marroquí, como rebanadas de masa dulce tostada y dura. Son de origen sefardí, y una de los postres más populares de la gastronomía sefardí. Es muy similar al carquiñol, elaborado en las áreas judías de Cataluña. Está hecho de huevos, harina, azúcar y levadura. Se pueden agregar además almendras y/o pasas enteras. Como toda la repostería de Marruecos, se suele servir con té de menta (té moruno).